# Sune Ebbesen
Sune Ebbesen var søn af Asser Rigs bror Ebbe Skjalmsen og tilhørte sammen med sine fætre Absalon og Esbern Snare kredsen om Valdemar den Store. Var som sine fætre ivrig deltager i Vendertogene. Sammen med sin kone erstattede han faderens og moderens trækirke i Bjernede med en stenkirke, som er inspireret af Sct. Georgs kirke i Schlamersdorf, Wagrien. 
Sune var en af de største jordbesiddere i sin tid, idet han havde værdier svarende til 28.512 hektar (285,12 km²). Det har dog ikke været muligt præcist at fastslå, hvor meget af hans ejendom, der var i ædelmetal eller mønt, men at han helst ville eje jord, er der ingen tvivl om. 
Han døde 1186 i Sorø.
Han fik 7 sønner med Cecilie, de "berømmelige Sunesønner", hvor af de fem blev biskopper:
1. Anders Sunesen, ærkebiskop i Lund
2. Peder Sunesen, biskop i Roskilde
3. Ebbe Sunesen – faldt i slaget ved Lena i 1208
4. Lars Sunesen – faldt i slaget ved Lena i 1208
5. Jacob Sunesen
6. Thorbern Sunesen – faldt i slaget ved Pommern i 1198
7. Johannes Sunesen

Sunes datter
1. Margrethe af Højelse

Apropos slaget ved Lena: Sunesønnerne gik i krig med Sverige for at genindsætte Ebbes fordrevne svigerfar, Sverker, som svensk konge. I øvrigt var seks af Sunes sønner opført på den såkaldte broderliste i Kong Valdemars Jordebog. Ifølge samtidige kilder var flere af dem også aktive korsfarere.